# Samuel Follin (1677–1745)
Samuel Follin, föddes 6 juli 1677 i Kärna socken, Östergötlands län, död 5 april 1745 i Grebo socken, Östergötlands län, var en svensk präst i Grebo församling.

## Biografi
Samuel Follin föddes 6 juli 1677 i Kärna socken. Han var son till komministern därstädes. Follin studerade i Linköping och blev höstterminen 1703 student vid Lunds universitet, Lund. Han prästvigdes 26 maj 1707 och blev 1711 komminister i Värna församling, Grebo pastorat. Follin blev 1715 kyrkoherde i Grebo församling, Grebo pastorat. Han avled 5 april 1745 i Grebo socken.

### Familj
Follin gifte sig 1709 med Anna Hofwerberg (1682–1763). Hon var dotter till regementspastorn Christian Hofwerberg och Ingrid Svedin i Skåne. De fick tillsammans barnen Christian Follin (1710–1757), Anna Christina, Johan (1713–1741), Charlotta (1715–1724), Samuel Follin (1717–1789), Ingrid Margareta (1718–1718), Anders (1720–1748), Wilhelm (1722–1724) och Wilhelm (1727–1734).